# Kő-pataki-völgy

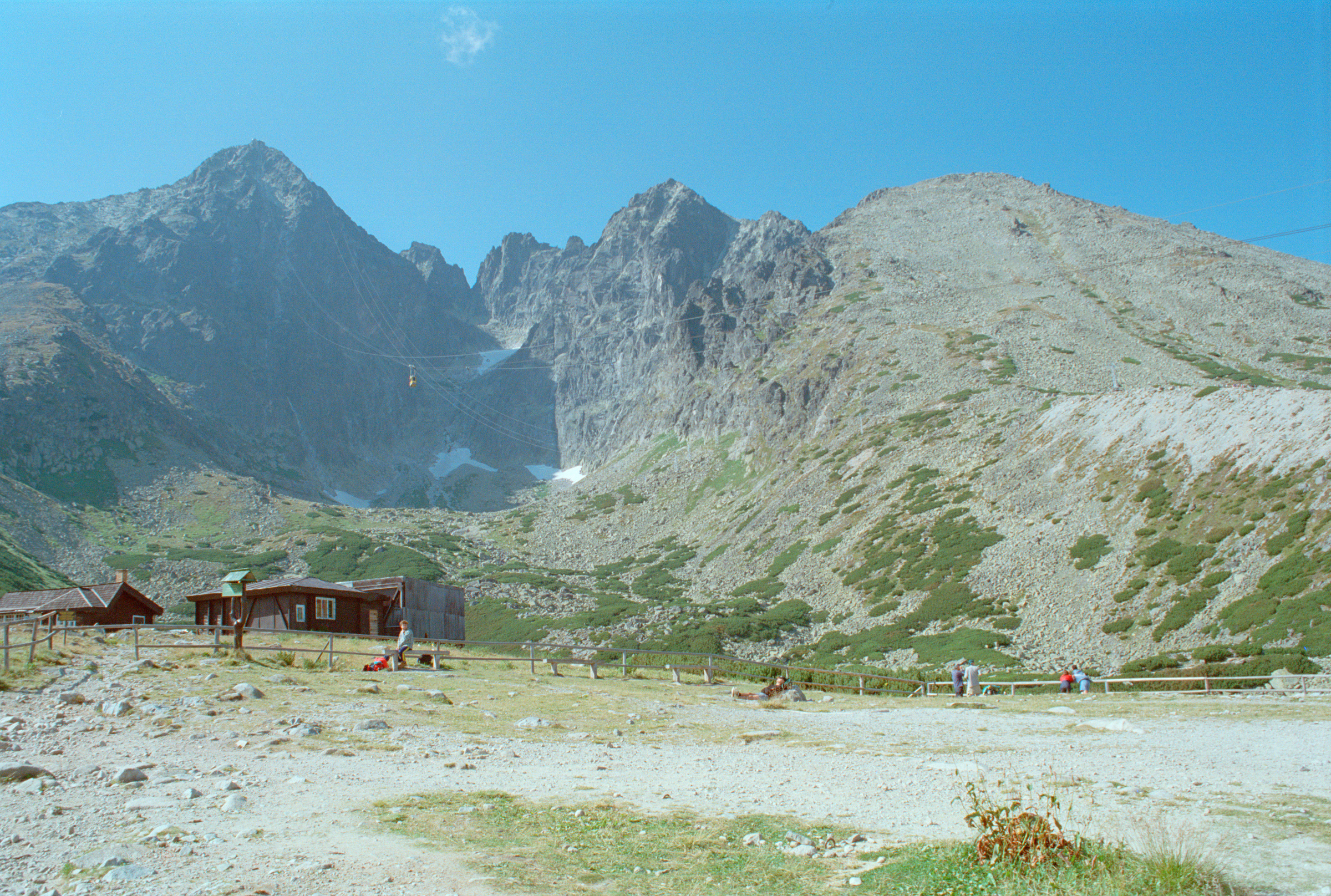
A Kő-pataki-völgy a Kő-pataki-tó felől nyáron...

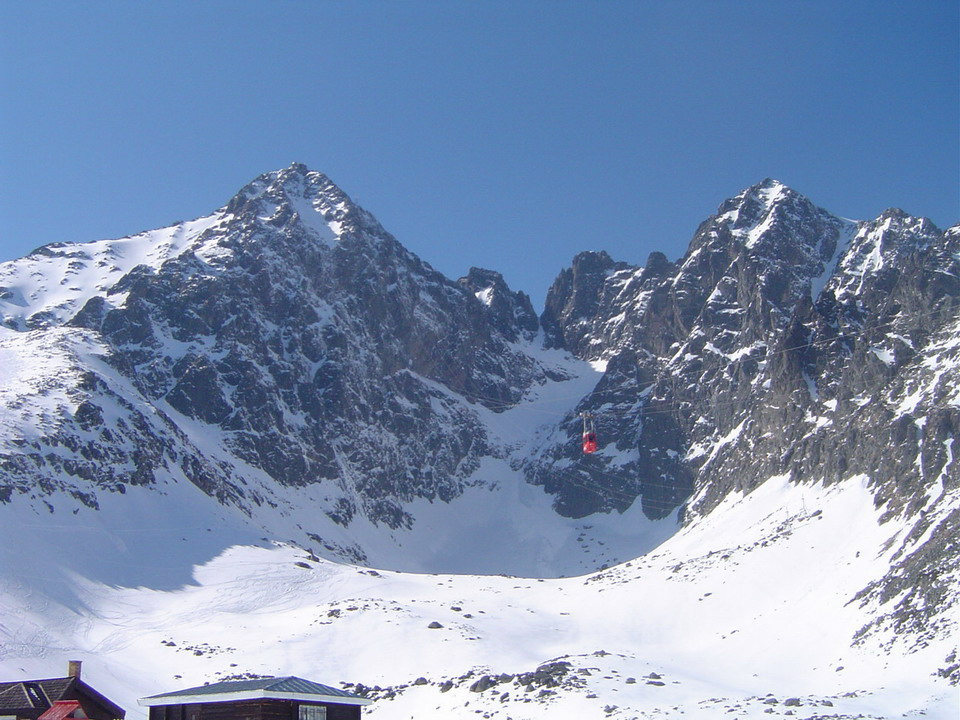
...és télen. Háttérben a Lomnici-csúcs (balra) és a Késmárki-csúcs (jobbra)

A Kő-pataki-völgy (szlovákul Skalnatá dolina, lengyelül Dolina Łomnicka) a Lomnici-csúcs masszívumában lévő függővölgy a Magas-Tátrában, Szlovákiában. 
Határai északkeletről maga a Lomnici-csúcs, a Lomnici-csúcs G-DK. válla, a Lomnici-csúcs északkeleti válla (Villa-gerinc) valamint a Késmárki-csúcs délkeleti kiágazása. A délkeleti oldalán lévő morénagát meredeken esik le az alatta lévő erdőbe, ahol a völgy elveszti völgyi jellegét. A morénagáttól (1762 m) a Villa-csúcsok aljáig a völgy kb. 1,5 km hosszú. 
Neve jól jellemzi a völgyet. Többnyire kopár, kőtömbökkel kitöltött, gyér növényzetű völgy. 
Neve eredetileg Lomnici-völgy volt, a benne található Kő-pataki-tavat is Lomnici-tónak hívták. A régi név a Kakaslomnic község tulajdonviszonyát fejezte ki, a környék e község határában volt. A középkorban a mai Tátralomnic környékén volt egy egész évben működő major. A mai Kő-pataki-völgyben juhokat legeltettek. A juhok patái felsértették a vékony földréteget, amelyet aztán a nagy esők lemostak a völgy alatti erdőbe. A völgy jellege megváltozott, ezt követte a névváltozás is. Bár a major már a 14. században megszűnt, a völgy nem heverte ki a legeltetés következményét – ezért a hajdani Tölcsér-tó kiszáradása után ma a Kő-pataki-tó is hamarosan erre a sorsra jut majd. 
A név valójában tévedés következménye. 1717-ben ifjabb Buchholtz György a mai Kő-pataki-tavat „Stagum rupicapricum”-ként és „Steinbock See”-ként említi. A cipszerek a zergéket nem Gemse-nek hívták, hanem Steinbocknak, ami valójában az Alpokban élő kőszáli kecske. A kőszáli kecske irodalmi neve is Steinbock. Nyomtatási hiba következménye, hogy a Steinbock-ból Steinbach (=kő-patak) lett. A hibás elnevezést mások is átvették, rövid idő alatt meghonosodott, sőt alapja volt a környékbeli objektumok elnevezésének is. A többi nyelvbe fordítás útján már így került át.

## A kő-pataki-völgy részei

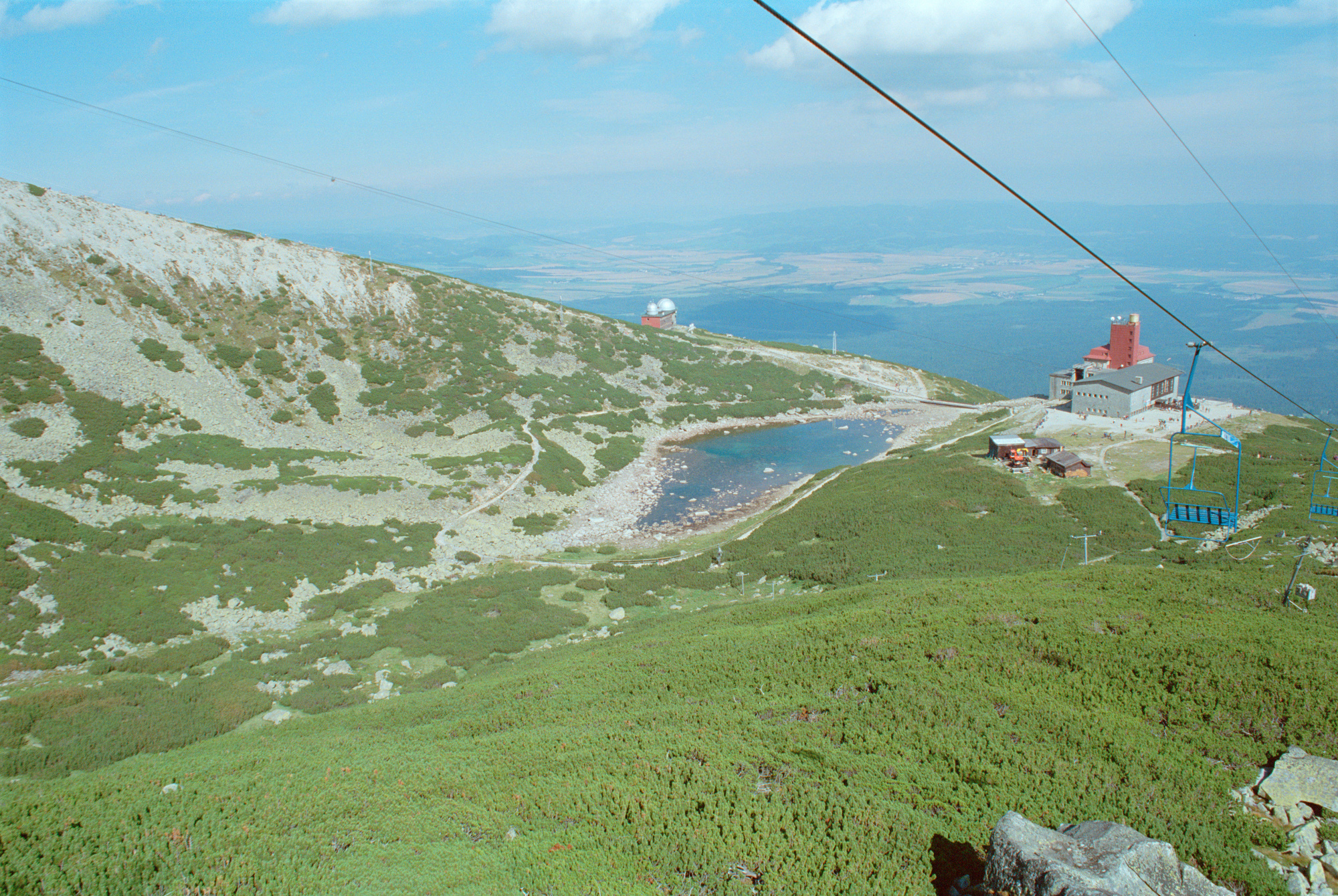
A Kő-pataki-völgy

A Tölcsér-tó katlana Kő-pataki-völgy középső része (1889 m) a Villa-gerinc alatt, attól a Sírkert választja el. A völgy alsó részétől egy sziklaküszöb választja el. Itt volt hajdan a Tölcsér-tó, amely alakjáról kapta a nevét. A tó mára teljesen kiszáradt, medrét sziklaomlások töltötték fel. Nevét a Tölcsér-tóról kapta. 
A Sírkert Kő-pataki-völgy legfelső része, a Villa-csúcsok talpazatánál. Nevét azért kapta, mert a közeli sziklafalakkal körülzárt kopár, kőtömbökkel és hóval kitöltött katlan csendjével temetőre emlékeztet. Az elnevezés mind a négy nyelven ugyanazt jelenti. A Kolbenheyer-kalauz használja a Gabelgrund (Villa-alj) elnevezést. 
A Hunfalvi-gödör határát a Lomnici-csúcs ÉK-i vállának a Késmárki-csúcstól a Nagy-Morgásig terjedő szakasza, és e két csúcs DK-i oldalgerince képezik. A Felső-turistaút (Magisztrálé) alatt elveszíti völgyi jellegét és elveszik az erdőben. A Hunfalvi- és Csapás-lejtő-patak összefolyásától (900 m) Matlárháza fölött a Késmárki-csúcs talpáig (2200 m) a távolság kb. 5,5 km. Nevét Hunfalváról kapta, amelynek határában volt. 